# ريتشارد لوغان (لاعب كرة قدم)
ريتشارد لوغان (بالإنجليزية: Richard Logan)‏ (24 مايو 1969 ببارنسلي في المملكة المتحدة - ) هو لاعب كرة قدم بريطاني في مركز الدفاع. لعب مع سكونثورب يونايتد ونادي بليموث أرجايل وهدرسفيلد تاون ونادي غاينسبورو ترينيتي وBelper Town F.C. ‏ ولينكولن سيتي أف سي وWorsbrough Bridge Athletic F.C. ‏.

## وصلات خارجية
- ريتشارد لوغان على موقع قاعدة بيانات كرة القدم.إي يو (الإنجليزية)
- ريتشارد لوغان على موقع Soccerbase.com (لاعب) (الإنجليزية)